# 1835 en Bretagne
 Chronologie de la Bretagne
- 1831
- 1832
- 1833
- 1834
- 1835
- 1836
- 1837
- 1838
- 1839

Cette page recense des événements qui se sont produits durant l'année 1835 en Bretagne.

## Société

### Naissance

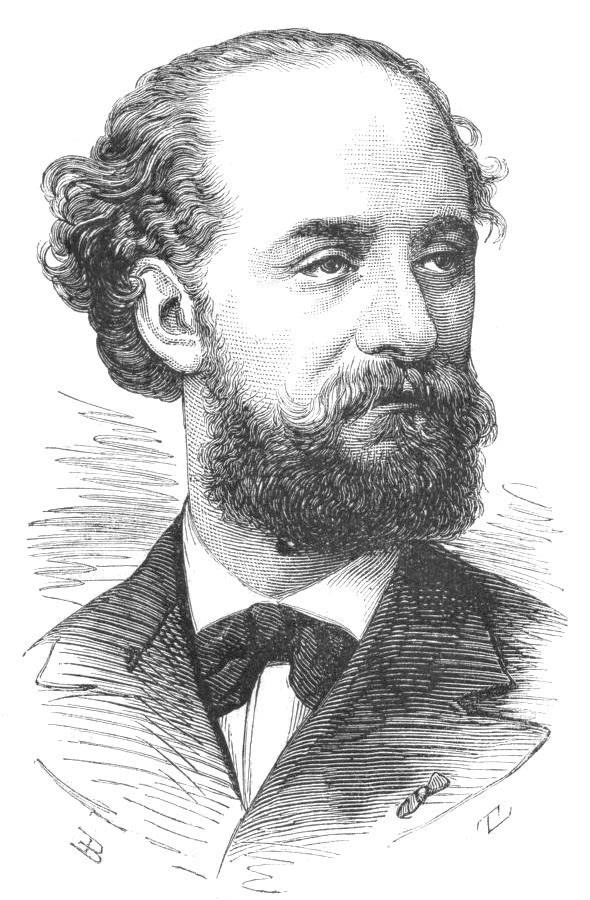
Jules Bourdais

- 6 avril à Brest : Jules Bourdais (décédé le 2 juin 1915 à Paris), architecte français.